# Anna Boleyn (film)
Anna Boleyn – niemiecki dramat kostiumowy z 1920 roku w reżyserii Ernsta Lubitscha.

## Opis fabuły
Filmowa interpretacja historii drugiej żony angielskiego króla Henryka VIII, którego małżeństwo wywołało duże zamieszanie w angielskim środowisku religijno-politycznym.

## Obsada
- Henny Porten jako Anna Boleyn
- Emil Jannings jako Henryk VIII
- Ferdinand von Alten jako Mark Smeaton
- Hedwig Pauly-Winterstein jako królowa Katarzyna
- Paul Biensfeldt jako Jester
- Aud Egede Nissen jako Jane Seymour
- Ludwig Hartau jako książę Norfolku
- Paul Hartmann jako Sir Henry Norris
- Friedrich Kühne jako Arcybiskup Cranmer
- Karl Platen jako fizyk
- Adolf Klein jako Kardynał Wolsey
- Hilde Müller jako Księżniczka Marie
- Wilhelm Diegelmann jako Kardynał Campeggio
- Maria Reisenhofer jako Lady Rochford
- Sophie Pagay jako Pielęgniarka
- Joseph Klein jako Sir William Kingston